# Чокурча (печера)
Чокурча́-1 (крим. Çuqurça) — печера-грот в масиві Ак-Баїр на околицях Сімферополя в долині річки Малий Салгир, стоянка людини доби палеоліту, одна з найдавніших пам'яток життя людини в Криму. З 1947 року охороняється як природна пам'ятка.
Поруч у масиві Мурун-Кир знаходяться гроти Чокурча-2 (мустьєрська стоянка) та Чокурча-3, а в масиві Кара-Оба — Чокурча-4.

## Опис
Глибина печери до 15 метрів, ширина близько 7.
В середні віки і аж до нового часу включно гроти над річкою місцеве населення використовувало як повітки для худоби.
В 1927 році геолог П. Двойченко і археолог С. Забнін розпочали в одному з цих гротів розкопки. Саму безіменну печеру вони назвали за найближчим селом Чокурча, зараз район Сімферополя.
В печері знайдено палеолітичну стоянку, що незвично оскільки вихід спрямований у північному напрямку. 50-70 тисяч років тому тут жили неандертальці. Під двометровими нашаруваннями археологи знайшли багато знарядь з кременю, а також кості та бивні молодих мамонтів, а також печерних ведмедів, печерних гієн, первісних биків, диких коней, велетенських оленів, сайги, носорогів, зубрів, кабанів, ослів, вовків, лисиць, зайців усього майже 20 різних видів тварин. На стелі під шаром кіптяви було знайдено вибиті в склепінні зображення — сонце з променями, а навколо нього півметрові зображення мамонтів і риб.

## Дослідження
Розкопки у гроті Чокурча розпочав у 1928—1931 роках Микола Ернст. Первісні люди приходили сюди регулярно і дуже довго. Вдалося виділити чотири палеолітичні шари. Пачка відкладень «земляна стіна», з якої стирчали кістки тварин, уламки кам'яних знарядь, сліди вогнищ, підносилася приблизно на чотири метри. Ці розкопки були не з волі вченого залишені 1933 року: на Миколу Львовича написав донос власний студент, і археолога посадили за «схильність до фашизму». Вийшов професор із табору тільки після смерті Сталіна і помер у поїзді дорогою додому.
А культурні верстви повністю пограбували сімферопольці. Найсумніше, що від тих розкопок збереглася єдина публікація Ернста про попередні результати розкопок. Кілька кам'яних знарядь залишилися в українських музеях. Куди зник найбагатший матеріал, десятки ящиків із знахідками, ніхто так і не впізнав.
Нині Чокурчу можна назвати найвивченішою стоянкою: вік слідів людей тут вимірюється понад 46–47 тисячами років. Різноманітність фауни, судячи з кісток на стоянках, була приголомшливою: сайга (найчисленніша і найдоступніша для полювання), три види ведмедів, бізони, два види носорогів, мамонти, три види коней, бики, печерні леви, пантери, бобри, олені, косулі, кішки кількох видів. Клімат тоді не дуже відрізнявся від сучасного, останнє значне потепління в Криму трапилося близько 115—128 тис. років тому, і тоді він, можливо, був островом. Щоправда, вчені не виключають, що глибина Сиваша була невеликою, і великі тварини могли переходити його вбрід.
Знахідки майже повністю загинули у роки Другої світової війни.
Зараз про Чокурчу можна судити лише за статтями М. Л. Ернста та за невеликими добірками знахідок, що вціліли у краєзнавчих музеях Сімферополя та Одеси. Але, як сказав одного разу Ю. Г. Колосов, «хіба що компенсацією за цей втрачений матеріал послужить виявлена мустьєрська стоянка»—"Чокурча II".
У 2008 року міська влада перегородила грот парканом.

## Галерея

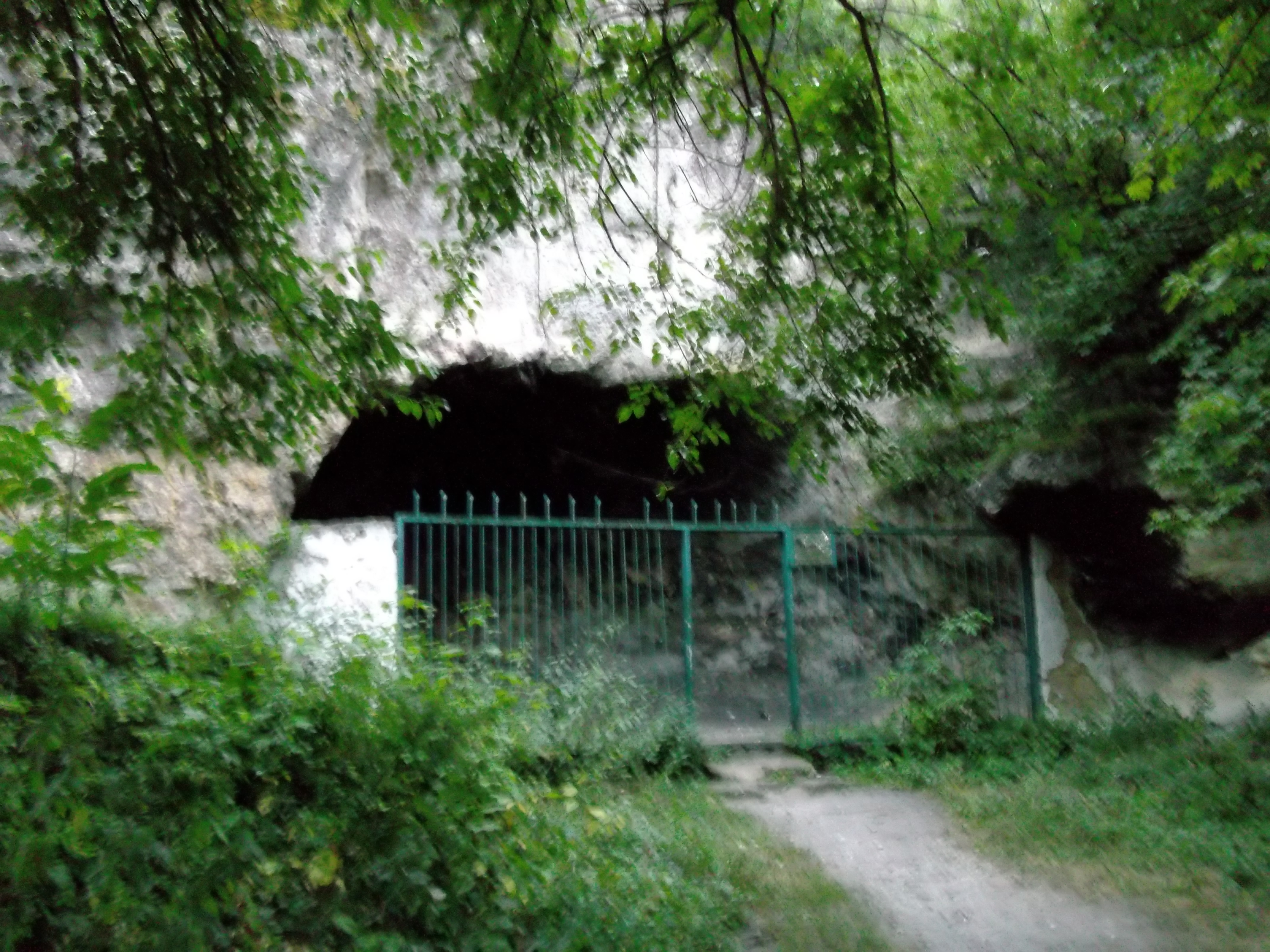
Грот Чокурча-1, 2011 рік
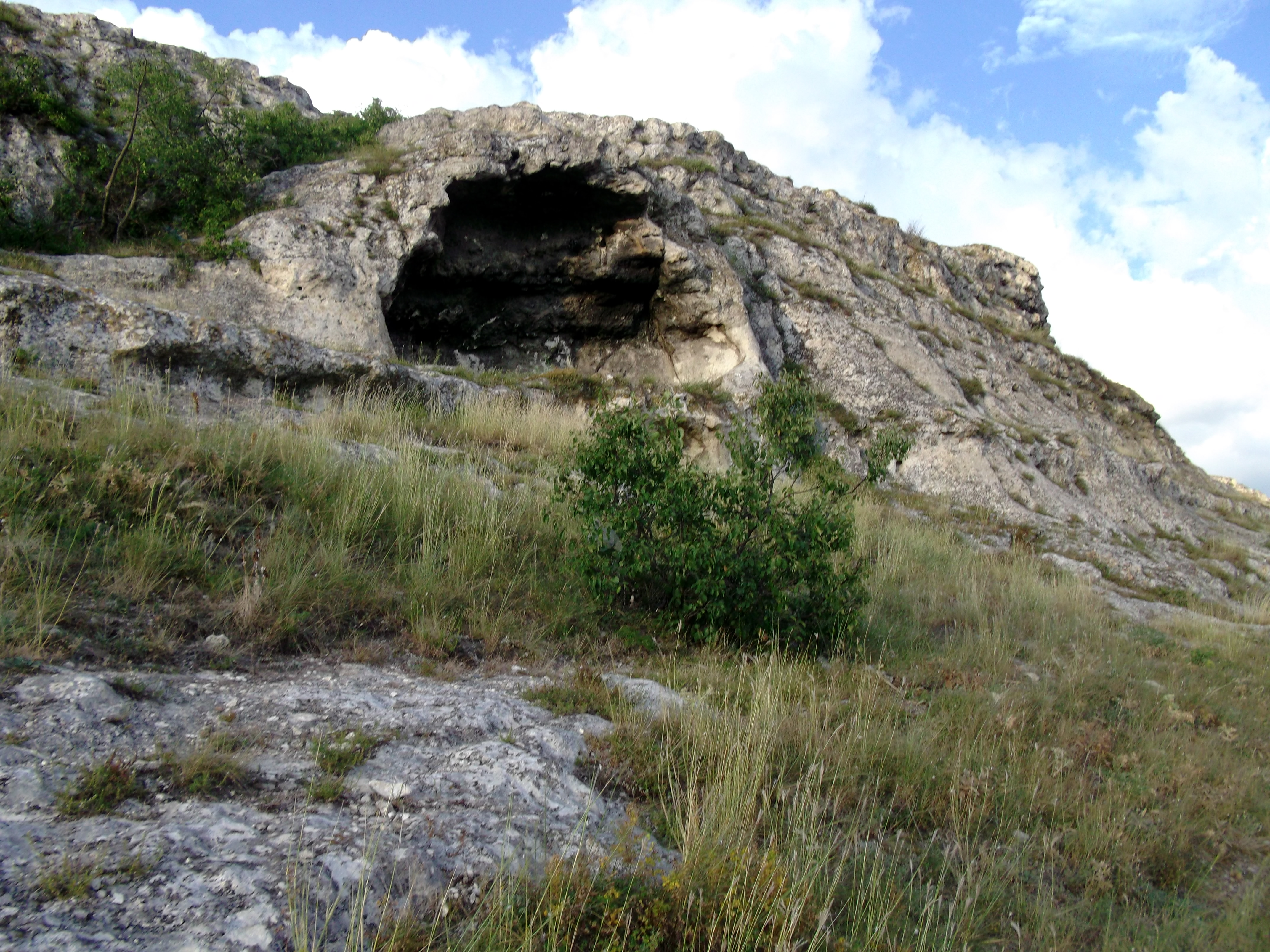
Грот Чокурча-2
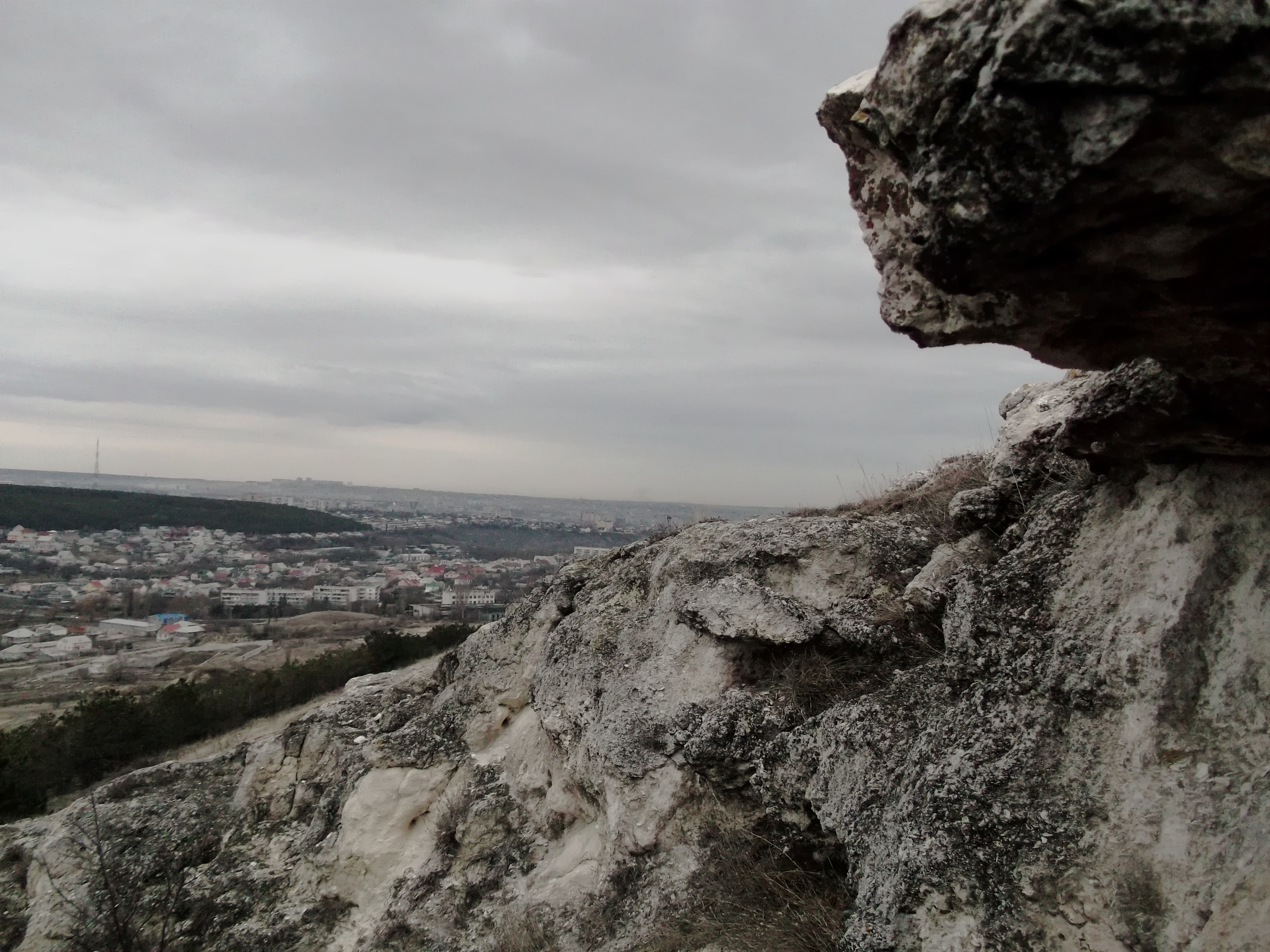
Грот Чокурча-2
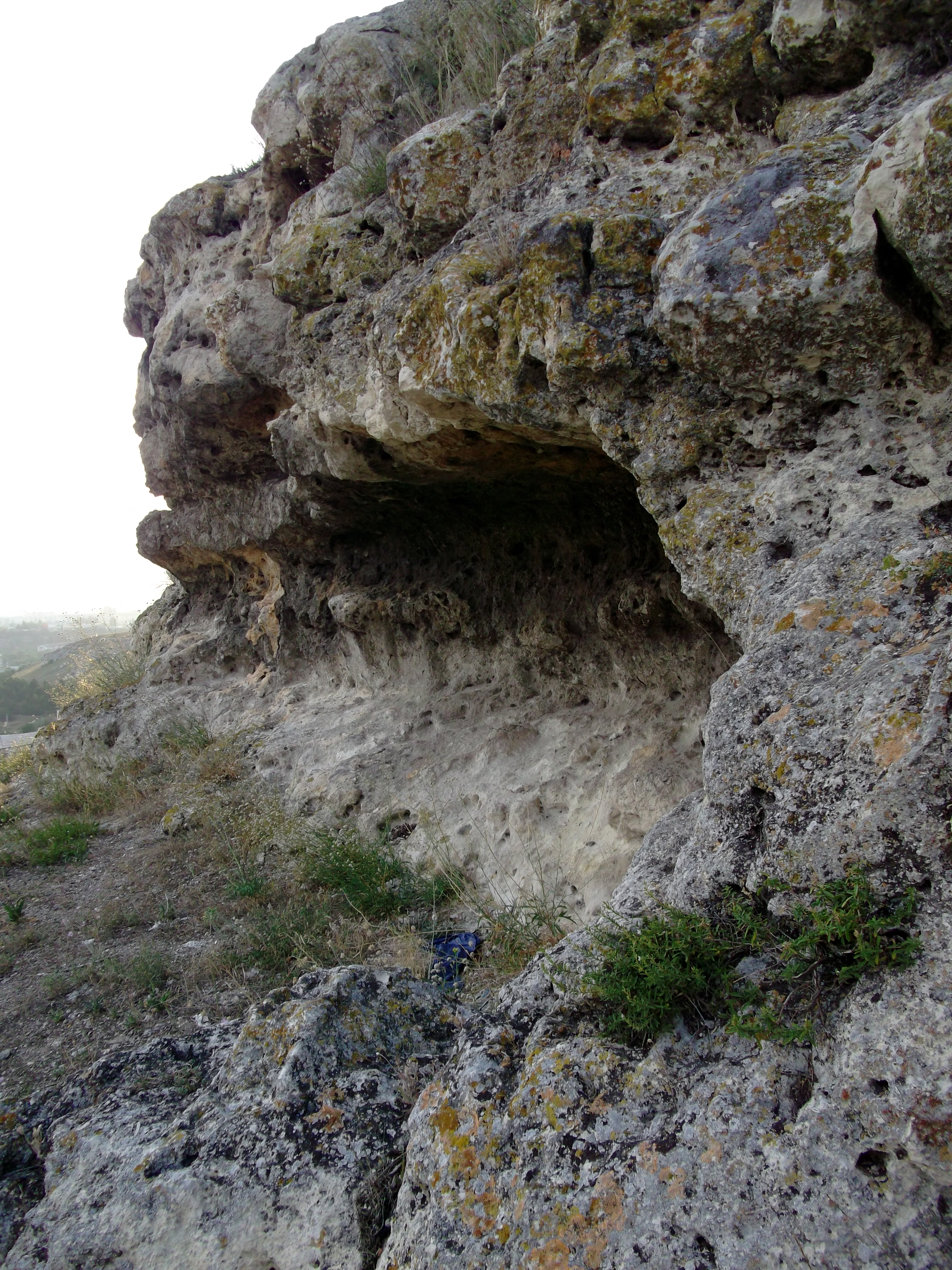
Грот Чокурча-3
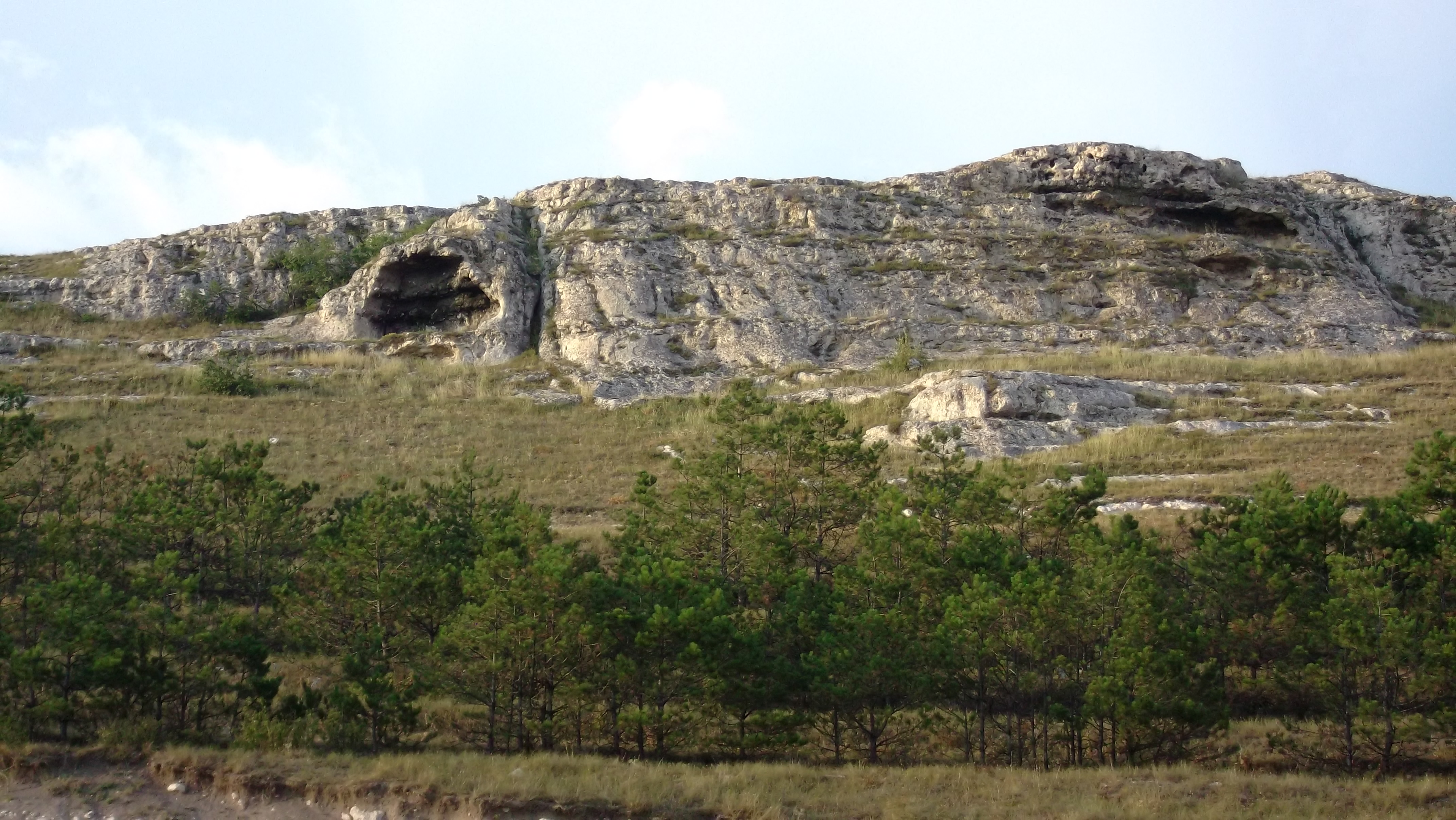
Грот Чокурча-2